# Radsportler des Jahres (Niederlande)

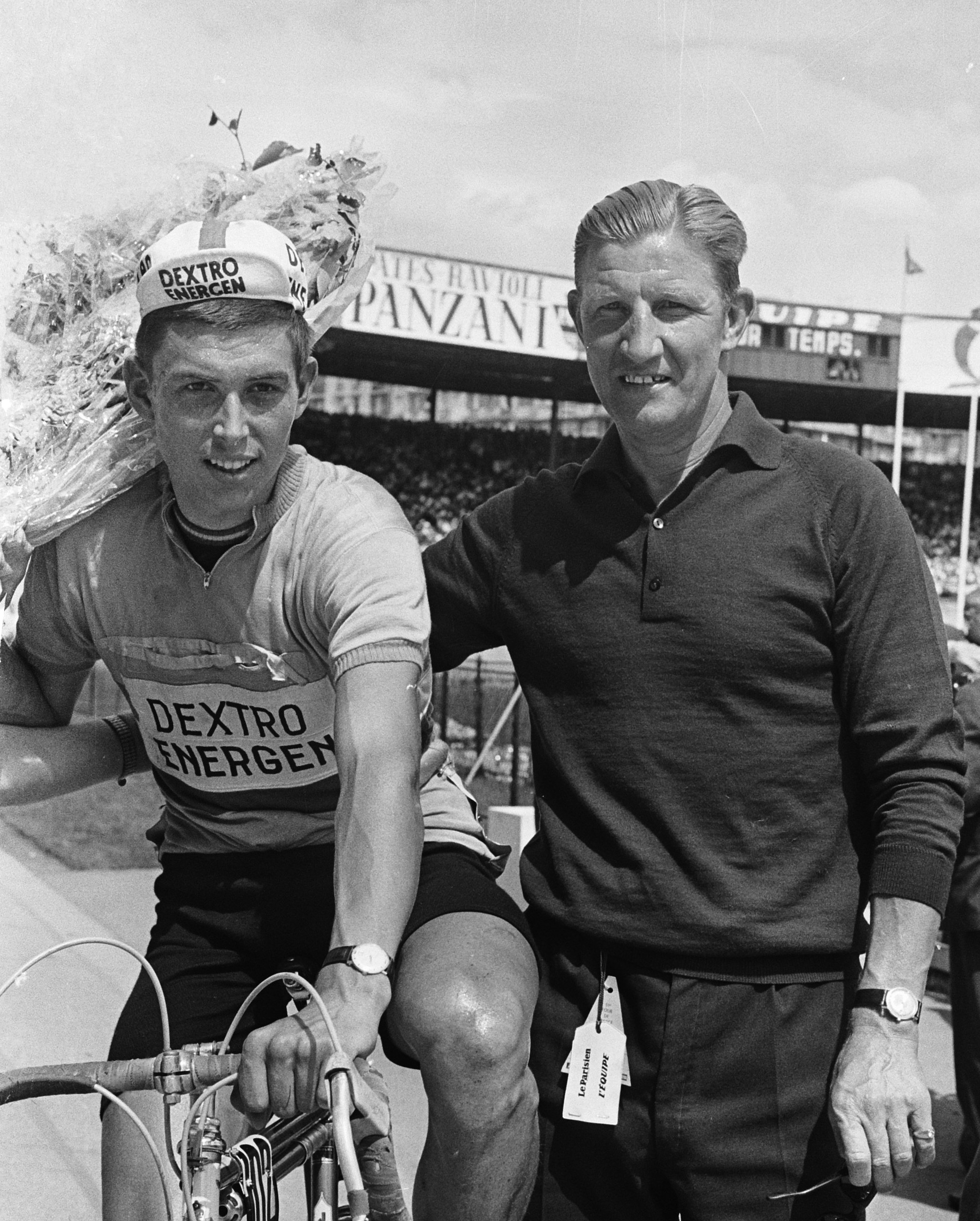
Die Trophäe für die männlichen Radsportler ist nach Gerrit Schulte (r.) benannt, hier 1964 mit Gerben Karstens, der im Jahr darauf mit der Gerrie Knetemann Trofee als bester Nachwuchssportler geehrt wurde

Der niederländische Radsportler des Jahres ist eine jährliche Auszeichnung, die seit 1955 vom Club 48 vergeben wird.
Der Club 48 ist eine Vereinigung für niederländischen ehemaligen Radsportlern und anderen wichtigen Persönlichkeiten aus dem Bereich des Radsports. Er ist benannt nach dem Jahr, in dem der niederländische Radsportler Gerrit Schulte in Amsterdam Weltmeister in der Einerverfolgung wurde.
Die Auszeichnungen werden in vier verschiedenen Kategorien verliehen. Die Keetie van Oosten-Hage Trofee für Frauen ist benannt nach der sechsfachen Weltmeisterin Keetie van Oosten-Hage, die für Männer nach dem Bahn-Weltmeister Gerrit Schulte. Der Preis für den Nachwuchs hieß ursprünglich Toboga Bokaal, wurde aber nach dem Tod des Straßen-Weltmeisters Gerrie Knetemann im Jahre 2004 nach ihm benannt. Seit 2008 wird zudem der Peter Post Carrièreprijs für das Lebenswerk oder besondere Leistungen vergeben, Namensgeber ist der 2011 verstorbene Peter Post, Radrennfahrer und Sportlicher Leiter.
Nachdem die Auszeichnung für Männer seit 1955 vergeben wurde, folgte eine Ehrung für die Frauen im Jahre 1976, die inzwischen nach Keetie von Oosten-Hage benannt wurde, die selbst in den ersten drei Jahren geehrt wurde. Seit 1961 wird auch jährlich ein Nachwuchsfahrer geehrt. 2015 erhielt nach über 60 Jahren Elis Ligtlee als erste Frau diese Auszeichnung.

## Keetie van Oosten-Hage Trofee (Frauen)
- 1976 Keetie van Oosten-Hage -1-
- 1977 Keetie van Oosten-Hage -2-
- 1978 Keetie van Oosten-Hage -3-
- 1979 Petra de Bruin -1-
- 1980 Petra de Bruin -2-
- 1981 Hennie Top -1-
- 1982 Hennie Top -2-
- 1983 Mieke Havik -1-
- 1984 Mieke Havik -2-
- 1985 Heleen Hage -1-
- 1986 Connie Meijer
- 1987 Heleen Hage -2-
- 1988 Monique Knol -1-
- 1989 Monique Knol -2-
- 1990 Leontien van Moorsel -1-
- 1991 Leontien van Moorsel -2-
- 1992 Ingrid Haringa -1-
- 1993 Leontien van Moorsel -3-
- 1994 Ingrid Haringa -2-
- 1995 Maria Jongeling
- 1996 Ingrid Haringa -3-
- 1997 Mirella van Melis
- 1998 Leontien van Moorsel -4-
- 1999 Leontien van Moorsel -5-
- 2000 Leontien van Moorsel -6-
- 2001 Leontien van Moorsel -7-
- 2002 Suzanne de Goede -1-
- 2003 Leontien van Moorsel -8-
- 2004 Leontien van Moorsel -9-
- 2005 Suzanne de Goede -2-
- 2006 Marianne Vos -1-
- 2007 Marianne Vos -2-
- 2008 Marianne Vos -3-
- 2009 Marianne Vos -4-
- 2010 Marianne Vos -5-
- 2011 Marianne Vos -6-
- 2012 Marianne Vos -7-
- 2013 Marianne Vos -8-
- 2014 Marianne Vos -9-
- 2015 Anna van der Breggen -1-
- 2016 Anna van der Breggen -2-
- 2017 Annemiek van Vleuten -1-
- 2018 Anna van der Breggen -3-
- 2019 Annemiek van Vleuten -2-
- 2020 Anna van der Breggen -4-
- 2021 Annemiek van Vleuten -3-
- 2022 Annemiek van Vleuten -4-
- 2023 Demi Vollering

## Gerrit Schulte Trofee (Männer)
- 1955 Arie van Vliet
- 1956 Frans Mahn
- 1957 Jan Derksen
- 1958 Gerrit Schulte
- 1959 nicht vergeben
- 1960 Ab Geldermans
- 1961 Michel Stolker
- 1962 Jo de Roo
- 1963 Peter Post -1-
- 1964 Jan Janssen -1-
- 1965 Jan Janssen -2-
- 1966 Jan Janssen -3-
- 1967 Jan Janssen -4-
- 1968 Jan Janssen -5-
- 1969 nicht vergeben
- 1970 Peter Post -2-
- 1971 Leijn Loevesijn
- 1972 Joop Zoetemelk -1-
- 1973 Joop Zoetemelk -2-
- 1974 Roy Schuiten
- 1975 Hennie Kuiper -1-
- 1976 Joop Zoetemelk -3-
- 1977 Hennie Kuiper -2-
- 1978 Joop Zoetemelk -4-
- 1979 Joop Zoetemelk -5-
- 1980 Joop Zoetemelk -6-
- 1981 Joop Zoetemelk -7-
- 1982 Joop Zoetemelk -8-
- 1983 Jan Raas
- 1984 Gerrie Knetemann
- 1985 Joop Zoetemelk -9-
- 1986 Adrie van der Poel
- 1987 Erik Breukink -1-
- 1988 Steven Rooks
- 1989 Jelle Nijdam
- 1990 Erik Breukink -2-
- 1991 Frans Maassen -1-
- 1992 Frans Maassen -2-
- 1993 Erik Breukink -3-
- 1994 Erik Breukink -4-
- 1995 Danny Nelissen
- 1996 Jeroen Blijlevens
- 1997 Léon van Bon
- 1998 Michael Boogerd -1-
- 1999 Michael Boogerd -2-
- 2000 Erik Dekker -1-
- 2001 Erik Dekker -2-
- 2002 Michael Boogerd -3-
- 2003 Michael Boogerd -4-
- 2004 Erik Dekker -3-
- 2005 Pieter Weening
- 2006 Michael Boogerd -5-
- 2007 Lars Boom
- 2008 Robert Gesink -1-
- 2009 Robert Gesink -2-
- 2010 Robert Gesink -3-
- 2011 Bauke Mollema -1-
- 2012 Niki Terpstra
- 2013 Bauke Mollema -2-
- 2014 Tom Dumoulin -1-
- 2015 Tom Dumoulin -2-
- 2016 Tom Dumoulin -3-
- 2017 Tom Dumoulin -4-
- 2018 Tom Dumoulin -5-
- 2019 Mathieu van der Poel -1-
- 2020 Mathieu van der Poel -2-
- 2021 Harrie Lavreysen
- 2022 Dylan van Baarle
- 2023 Mathieu van der Poel -3-

## Gerrie Knetemann Trofee (Nachwuchs)
(bis 2004: Toboga Bokaal)
- 1961 Henk Nijdam
- 1962 Arie den Hartog
- 1963 Jan Janssen
- 1964 Tiemen Groen
- 1965 Gerben Karstens
- 1966 Eddy Beugels
- 1967 Fedor den Hertog
- 1968 Jan Krekels
- 1969 Joop Zoetemelk
- 1970 Jo van Pol
- 1971 Cees Priem
- 1972 Hennie Kuiper
- 1973 Kees Bal
- 1974 Gerrie van Gerwen
- 1975 André Gevers
- 1976 Henk Lubberding
- 1977 Johan van der Velde
- 1978 Jo Maas
- 1979  Ad Wijnands
- 1980 Adrie van der Poel
- 1981 Peter Winnen
- 1982 Gerard Veldscholten
- 1983 Maarten Ducrot
- 1984  Erik Breukink
- 1985  Nico Verhoeven
- 1986  John Talen
- 1987  Johannes Draayer
- 1988 Frans Maassen
- 1989  Patrick Tolhoek
- 1990 Eddy Bouwmans
- 1991 Wilco Zuyderwijk
- 1992 Erik Dekker
- 1993 Léon van Bon
- 1994 Max van Heeswijk
- 1995  Steven de Jongh
- 1996 Michael Boogerd
- 1997  Johan Bruinsma
- 1998 Karsten Kroon
- 1999 Marcel Duijn
- 2000 Bram Tankink
- 2001 Arno Wallaard
- 2002 Bobbie Traksel
- 2003 Thomas Dekker
- 2004 Theo Bos
- 2005 Lars Boom
- 2006 Sebastian Langeveld
- 2007 Robert Gesink
- 2008 Coen Vermeltfoort
- 2009 Dennis van Winden
- 2010 Tom Dumoulin
- 2011 Lars van der Haar
- 2012 Moreno Hofland
- 2013 Mathieu van der Poel
- 2014 Wilco Kelderman
- 2015 Elis Ligtlee
- 2016 Sam Oomen
- 2017 Fabio Jakobsen
- 2018 Harrie Lavreysen
- 2019 Lorena Wiebes
- 2020 Ceylin del Carmen Alvarado
- 2021 Mick van Dijke
- 2022 Fem van Empel
- 2023 Puck Pieterse

## Club 48 Bokaal (MTB/Cyclo-cross)
- 1995  Bart Brentjens
- 1996 Bart Brentjens
- 1997 Adrie van der Poel
- 1998  Richard Groenendaal
- 1999 Bas van Dooren
- 2000 Richard Groenendaal
- 2001  Bart Brentjens
- 2002 Bart Brentjens
- 2003 Bart Brentjens
- 2004  Bart Brentjens
- 2005  Bart Brentjens
- 2006 Bart Brentjens

(anschließend nicht mehr vergeben)

## Peter Post Carrièreprijs (Besondere Ehrung)
- 2009  Richard Groenendaal
- 2010  nicht vergeben
- 2011 Joop Zoetemelk
- 2012 Rabobank
- 2013  nicht vergeben
- 2014 Bart Brentjens